# Bologna Football Club 1909 2024-2025 (femminile)
Questa voce raccoglie le informazioni riguardanti la squadra femminile del Bologna Football Club 1909 nelle competizioni ufficiali della stagione 2024-2025.

## Divise e sponsor
Il fornitore tecnico per la stagione 2024-2025 è Macron.
Gli sponsor di maglia sono i seguenti:
- Elisabetta Franchi,[1] sulla parte centrale del petto.
- Lavoropiù,[2] sulla manica sinistra.
- Selenella,[3] sul retro sotto il numero di maglia.

| Casa | Trasferta |

## Rosa
| N. |                     | Ruolo | Calciatrice        |
| -- | ------------------- | ----- | ------------------ |
| 1  | Italia (bandiera)   | P     | Margot Shore       |
| 2  | Slovenia (bandiera) | D     | Lana Golob         |
| 3  | Italia (bandiera)   | D     | Beatrice Sciarrone |
| 4  | Italia (bandiera)   | D     | Francesca Larocca  |
| 4  | Italia (bandiera)   | D     | Giorgia Spinelli   |
| 5  | Italia (bandiera)   | D     | Angela Passeri     |
| 7  | Italia (bandiera)   | C     | Martina Scuratti   |
| 7  | Italia (bandiera)   | A     | Isotta Nocchi      |
| 8  | Slovenia (bandiera) | C     | Sara Gradišek      |
| 9  | Italia (bandiera)   | A     | Valentina Colombo  |
| 10 | Italia (bandiera)   | A     | Martina Sechi      |
| 11 | Italia (bandiera)   | A     | Martina Gelmetti   |
| 14 | Italia (bandiera)   | C     | Alice Giai         |
| 15 | Italia (bandiera)   | C     | Linda Masini       |
| 16 | Italia (bandiera)   | C     | Benedetta De Biase |

| N. |                     | Ruolo | Calciatrice          |
| -- | ------------------- | ----- | -------------------- |
| 18 | Slovenia (bandiera) | A     | Zala Kuštrin         |
| 19 | Italia (bandiera)   | C     | Giulia Arcamone      |
| 20 | Italia (bandiera)   | A     | Beatrice Cataldo     |
| 21 | Svezia (bandiera)   | A     | Alice Söndergaard    |
| 22 | Italia (bandiera)   | A     | Sara Zanetti         |
| 23 | Italia (bandiera)   | C     | Sara Tardini         |
| 24 | Italia (bandiera)   | C     | Ludovica Silvioni    |
| 25 | Italia (bandiera)   | D     | Linda Giovagnoli     |
| 26 | Italia (bandiera)   | D     | Greta Raggi          |
| 28 | Italia (bandiera)   | D     | Linda Tucceri Cimini |
| 30 | Italia (bandiera)   | C     | Veronica Battelani   |
| 32 | Italia (bandiera)   | D     | Sofia Monaco         |
| 46 | Italia (bandiera)   | D     | Alice Rossi          |
| 47 | Italia (bandiera)   | P     | Marta Fiesoli        |
| 73 | Italia (bandiera)   | P     | Nicole Lauria        |

## Calciomercato

### Sessione estiva
| Acquisti | Acquisti           | Acquisti   | Acquisti   |
| R.       | Nome               | da         | Modalità   |
| -------- | ------------------ | ---------- | ---------- |
| P        | Margot Shore       | Verona     | definitivo |
| D        | Lana Golob         | OH Lovanio | definitivo |
| D        | Sofia Monaco       | Roma       | svincolata |
| D        | Angela Passeri     | Inter      | prestito   |
| C        | Veronica Battelani | Sassuolo   | definitivo |
| C        | Martina Scuratti   | Genoa      | definitivo |
| C        | Ludovica Silvioni  | Parma      | svincolata |
| C        | Sara Tardini       | Genoa      | definitivo |
| A        | Martina Sechi      | Fiorentina | prestito   |
| A        | Alice Söndergaard  | Sampdoria  | prestito   |

| Cessioni | Cessioni            | Cessioni           | Cessioni      |
| R.       | Nome                | a                  | Modalità      |
| -------- | ------------------- | ------------------ | ------------- |
| P        | Lucia Sassi         | Parma              | svincolata    |
| D        | Margherita Brscic   | Juventus           | fine prestito |
| D        | Chiara Ripamonti    | Ternana            | svincolata    |
| D        | Sara Sassi          | -                  | svincolata    |
| C        | Marilyn Antolini    | Accademia SPAL     | svincolata    |
| C        | Francesca Barbaresi | Union Sammartinese | svincolata    |
| C        | Nicole Da Canal     | Sassuolo           | fine prestito |
| C        | Gaia Farina         | Brescia            | fine prestito |
| C        | Matilde Fuganti     | Parma              | fine prestito |
| C        | Martina Marcanti    | -                  | svincolata    |
| C        | Giada Morucci       | -                  | svincolata    |
| A        | Romina Pinna        | Lumezzane          | svincolata    |
| A        | Monica Spallanzani  | -                  | svincolata    |

### Sessione invernale
| Acquisti | Acquisti             | Acquisti  | Acquisti   |
| R.       | Nome                 | da        | Modalità   |
| -------- | -------------------- | --------- | ---------- |
| D        | Giorgia Spinelli     | Como      | prestito   |
| D        | Linda Tucceri Cimini | Sampdoria | prestito   |
| C        | Alice Giai           | Juventus  | prestito   |
| C        | Linda Masini         | -         | svincolata |
| A        | Isotta Nocchi        | -         | svincolata |

| Cessioni | Cessioni          | Cessioni   | Cessioni      |
| R.       | Nome              | a          | Modalità      |
| -------- | ----------------- | ---------- | ------------- |
| D        | Francesca Larocca | San Marino | definitivo    |
| C        | Giulia Arcamone   | -          | svincolata    |
| A        | Martina Sechi     | Fiorentina | fine prestito |
| A        | Sara Zanetti      | Orobica    | definitivo    |

## Risultati

### Serie B

#### Girone d'andata
| Arbitro: | De Angelis (Nocera Inferiore) |

|               |           |                                           |
| Palombi 90+1’ | Marcatori | 4’ Battelani 10’ Gelmetti 84’ Söndergaard |

| Arbitro: | Meta (Vicenza) |

|                                               |           |              |
| Colombo 4’ Gelmetti 47’, 70’, 88’ Tardini 66’ | Marcatori | 18’ Barbieri |

| Arbitro: | Carrisi (Padova) |

|  |           |              |
|  | Marcatori | 74’ Gelmetti |

| Arbitro: | Faye (Brescia) |

|                                                           |           |             |
| Gelmetti 7’, 61’, 86’ Sechi 40’ Battelani 42’ Kuštrin 76’ | Marcatori | 15’ Martino |

| Arbitro: | Mariani (Livorno) |

|           |           |  |
| Bargi 75’ | Marcatori |  |

| Arbitro: | Aloise (Voghera) |

|  |           |                     |
|  | Marcatori | 54’ Cox 59’ Peruzzo |

| Arbitro: | Iurino (Venosa) |

|  |           |              |
|  | Marcatori | 30’ Gelmetti |

| Arbitro: | Frazza (Schio) |

|                  |           |  |
| Kuštrin 70’, 89’ | Marcatori |  |

| Arbitro: | Santeramo (Monza) |

|  |           |                          |
|  | Marcatori | 53’ Kuštrin 80’ Silvioni |

| Arbitro: | Teghille (Collegno) |

|          |           |               |
| Pinna 4’ | Marcatori | 31’ Battelani |

| Arbitro: | Velocci (Frosinone) |

|                                                                       |           |  |
| Gelmetti 4’, 24’ Raggi 12’ De Biase 37’ Battelani 87’ Sciarrone 90+3’ | Marcatori |  |

| Arbitro: | Pica (Roma) |

|                        |           |              |
| Corrado 28’ Pirone 60’ | Marcatori | 74’ Gelmetti |

| Arbitro: | Pascali (Pistoia) |

|  |           |                           |
|  | Marcatori | 28’ Fernandez 79’ Tonelli |

| Arbitro: | Papi (Prato) |

|                                    |           |           |
| Söndergaard 58’, 79’ Battelani 65’ | Marcatori | 41’ Groff |

| Arbitro: | El Hamil (Nichelino) |

|                         |           |                                               |
| Salvi 23’ Cavicchia 37’ | Marcatori | 14’ Nocchi 30’ Battelani 48’, 67’ Söndergaard |

#### Girone di ritorno
| Arbitro: | Marinoni (Lodi) |

|                         |           |  |
| Battelani 72’ Golob 79’ | Marcatori |  |

| Arbitro: | Artini (Firenze) |

|               |           |                                                                        |
| Tamburini 48’ | Marcatori | 32’, 47’, 65’ De Biase 54’, 62’ Battelani 83’ Nocchi 90’ (aut.) Congia |

| Arbitro: | La Luna (Collegno) |

|                        |           |                  |
| Nocchi 6’ Spinelli 21’ | Marcatori | 62’ (rig.) Sobal |

| Arbitro: | Mammoli (Perugia) |

|                                 |           |  |
| Carcassi 46’ Corazzi 75’ (rig.) | Marcatori |  |

| Granarolo dell'Emilia 2 marzo 2025, ore 14:30 CET 20ª giornata | Bologna              | 0 – 0 referto | Genoa | Stadio Luciano Bonarelli\| Arbitro: \| Marchetti (L'Aquila) \| |
| Arbitro:                                                       | Marchetti (L'Aquila) |               |       |                                                                |

| Arbitro: | Isoardi (Cuneo) |

|                      |           |                        |
| Rabot 36’ Kajzba 63’ | Marcatori | 10’ Golob 44’ De Biase |

| Arbitro: | Battistini (Lanciano) |

|                                                                                                 |           |  |
| Spinelli 8’, 45’ Gelmetti 50’, 60’, 87’ Sciarrone 58’ De Biase 67’ Cataldo 70’ Kuštrin 75’, 90’ | Marcatori |  |

| Arbitro: | D’Andria (Nocera Inferiore) |

|  |           |                    |
|  | Marcatori | 88’ Tucceri Cimini |

| Arbitro: | Rossini (Torino) |

|                                                   |           |  |
| Söndergaard 33’ Giai 43’ Gelmetti 83’ Kuštrin 90’ | Marcatori |  |

| Arbitro: | Balducci (Empoli) |

|           |           |  |
| Raggi 53’ | Marcatori |  |

| Arbitro: | Moro (Novi Ligure) |

|  |           |                                      |
|  | Marcatori | 42’ Raggi 47’ Battelani 79’ Gelmetti |

| Arbitro: | Atanasov (Verona) |

|                                 |           |                                             |
| Söndergaard 81’ Battelani 90+3’ | Marcatori | 58’ (aut.) Tucceri Cimini 61’, 90+9’ Pirone |

| Arbitro: | Molinaro (Lamezia Terme) |

|                         |           |                                             |
| Saggion 6’ Cavallin 41’ | Marcatori | 4’ Tucceri Cimini 15’ Passeri 34’ Battelani |

| Arbitro: | Castelli (Ascoli Piceno) |

|                             |           |               |
| Di Luzio 17’ Calegari 90+2’ | Marcatori | 19’ Battelani |

| Arbitro: | Artini (Firenze) |

|                                                |           |                                                 |
| Silvioni 4’, 90+4’ Söndergaard 14’ Colombo 87’ | Marcatori | 21’ Zanetti 46’ Peddio 56’ Donda 70’ De Vecchis |

### Coppa Italia
| Arbitro: | Dallagà (Rovigo) |

|                                                     |           |  |
| Battelani 49’ Söndergaard 84’ Gelmetti 90+3’ (rig.) | Marcatori |  |

| Arbitro: | Cerea (Bergamo) |

|  |           |                                                                                      |
|  | Marcatori | 16’ Glionna 29’ Dragoni 72’ (rig.) Kumagai 78’ Corelli 87’ (rig.) Haavi 90+2’ Greggi |

## Statistiche

### Statistiche di squadra
| Competizione | Punti | In casa | In casa | In casa | In casa | In casa | In casa | In trasferta | In trasferta | In trasferta | In trasferta | In trasferta | In trasferta | Totale | Totale | Totale | Totale | Totale | Totale | DR  |
| Competizione | Punti | G       | V       | N       | P       | Gf      | Gs      | G            | V            | N            | P            | Gf           | Gs           | G      | V      | N      | P      | Gf     | Gs     | DR  |
| ------------ | ----- | ------- | ------- | ------- | ------- | ------- | ------- | ------------ | ------------ | ------------ | ------------ | ------------ | ------------ | ------ | ------ | ------ | ------ | ------ | ------ | --- |
| Serie B      | 61    | 15      | 10      | 2       | 3       | 47      | 15      | 15           | 9            | 2            | 4            | 30           | 16           | 30     | 19     | 4      | 7      | 77     | 31     | +46 |
| Coppa Italia | -     | 2       | 1       | 0       | 1       | 3       | 6       | -            | -            | -            | -            | -            | -            | 2      | 1      | 0      | 1      | 3      | 6      | -3  |
| Totale       | -     | 17      | 11      | 2       | 4       | 50      | 21      | 15           | 9            | 2            | 4            | 30           | 16           | 32     | 20     | 4      | 8      | 80     | 37     | +43 |

### Andamento in campionato
| Giornata  | 1 | 2 | 3 | 4 | 5 | 6 | 7 | 8 | 9 | 10 | 11 | 12 | 13 | 14 | 15 | 16 | 17 | 18 | 19 | 20 | 21 | 22 | 23 | 24 | 25 | 26 | 27 | 28 | 29 | 30 |
| --------- | - | - | - | - | - | - | - | - | - | -- | -- | -- | -- | -- | -- | -- | -- | -- | -- | -- | -- | -- | -- | -- | -- | -- | -- | -- | -- | -- |
| Luogo     | T | C | T | C | T | C | T | C | T | T  | C  | T  | C  | C  | T  | C  | T  | C  | T  | C  | T  | C  | T  | C  | C  | T  | C  | T  | T  | C  |
| Risultato | V | V | V | V | P | P | V | V | V | N  | V  | P  | P  | V  | V  | V  | V  | V  | P  | N  | N  | V  | V  | V  | V  | V  | P  | V  | P  | N  |
| Posizione | 4 | 1 | 3 | 2 | 4 | 5 | 5 | 4 | 4 | 4  | 3  | 4  | 4  | 4  | 4  | 4  | 4  | 4  | 4  | 4  | 4  | 4  | 4  | 3  | 4  | 3  | 4  | 4  | 4  | 4  |

Legenda:

Luogo: C = Casa; T = Trasferta. Risultato: V = Vittoria; N = Pareggio; P = Sconfitta.

### Statistiche delle giocatrici
Sono in corsivo le calciatrici che hanno lasciato la società a stagione in corso.
| Giocatore         | Serie B  | Serie B | Serie B     | Serie B    | Coppa Italia | Coppa Italia | Coppa Italia | Coppa Italia | Totale   | Totale | Totale      | Totale     |
| Giocatore         | Presenze | Reti    | Ammonizioni | Espulsioni | Presenze     | Reti         | Ammonizioni  | Espulsioni   | Presenze | Reti   | Ammonizioni | Espulsioni |
| ----------------- | -------- | ------- | ----------- | ---------- | ------------ | ------------ | ------------ | ------------ | -------- | ------ | ----------- | ---------- |
| G. Arcamone       | 2        | 0       | 0           | 0          | 0            | 0            | 0            | 0            | 2        | 0      | 0           | 0          |
| V. Battelani      | 28       | 13      | 4           | 1          | 2            | 1            | 0            | 0            | 30       | 14     | 4           | 1          |
| B. Cataldo        | 2        | 1       | 0           | 0          | 1            | 0            | 0            | 0            | 3        | 1      | 0           | 0          |
| V. Colombo        | 21       | 2       | 1           | 0          | 2            | 0            | 0            | 0            | 23       | 2      | 1           | 0          |
| B. De Biase       | 30       | 7       | 0           | 0          | 2            | 0            | 0            | 0            | 32       | 7      | 0           | 0          |
| M. Fiesoli        | 0        | 0       | 0           | 0          | -            | -            | -            | -            | 0        | 0      | 0           | 0          |
| M. Gelmetti       | 27       | 17      | 3           | 0          | 2            | 1            | 0            | 0            | 29       | 18     | 3           | 0          |
| A. Giai           | 15       | 1       | 3           | 0          | -            | -            | -            | -            | 15       | 1      | 3           | 0          |
| L. Giovagnoli     | 11       | 0       | 0           | 0          | 0            | 0            | 0            | 0            | 11       | 0      | 0           | 0          |
| L. Golob          | 24       | 2       | 2           | 0          | 1            | 0            | 0            | 0            | 25       | 2      | 2           | 0          |
| S. Gradišek       | 4        | 0       | 0           | 0          | 2            | 0            | 0            | 0            | 6        | 0      | 0           | 0          |
| Z. Kuštrin        | 17       | 7       | 1           | 0          | 1            | 0            | 0            | 0            | 18       | 7      | 1           | 0          |
| F. Larocca        | 1        | 0       | 0           | 0          | 0            | 0            | 0            | 0            | 1        | 0      | 0           | 0          |
| N. Lauria         | 2        | -4      | 0           | 0          | 1            | -6           | 0            | 0            | 3        | -10    | 0           | 0          |
| L. Masini         | 3        | 0       | 0           | 0          | -            | -            | -            | -            | 3        | 0      | 0           | 0          |
| S. Monaco         | 0        | 0       | 0           | 0          | -            | -            | -            | -            | 0        | 0      | 0           | 0          |
| I. Nocchi         | 16       | 3       | 1           | 0          | -            | -            | -            | -            | 16       | 3      | 1           | 0          |
| A. Passeri        | 30       | 1       | 2           | 0          | 2            | 0            | 1            | 0            | 32       | 1      | 3           | 0          |
| G. Raggi          | 18       | 3       | 3           | 0          | 2            | 0            | 1            | 0            | 20       | 3      | 4           | 0          |
| A. Rossi          | 25       | 0       | 2           | 0          | 2            | 0            | 1            | 0            | 27       | 0      | 3           | 0          |
| B. Sciarrone      | 9        | 2       | 1           | 0          | 1            | 0            | 0            | 0            | 10       | 2      | 1           | 0          |
| M. Scuratti       | 1        | 0       | 0           | 0          | 0            | 0            | 0            | 0            | 1        | 0      | 0           | 0          |
| M. Sechi          | 12       | 1       | 1           | 0          | -            | -            | -            | -            | 12       | 1      | 1           | 0          |
| M. Shore          | 28       | -26     | 0           | 0          | 1            | 0            | 0            | 0            | 29       | -26    | 0           | 0          |
| L. Silvioni       | 29       | 3       | 3           | 0          | 2            | 0            | 0            | 0            | 31       | 3      | 3           | 0          |
| A. Söndergaard    | 21       | 8       | 0           | 0          | 1            | 1            | 0            | 0            | 22       | 9      | 0           | 0          |
| G. Spinelli       | 17       | 2       | 0           | 0          | -            | -            | -            | -            | 17       | 2      | 0           | 0          |
| S. Tardini        | 29       | 1       | 4           | 0          | 2            | 0            | 0            | 0            | 31       | 1      | 4           | 0          |
| L. Tucceri Cimini | 16       | 2       | 1           | 0          | -            | -            | -            | -            | 16       | 2      | 1           | 0          |
| S. Zanetti        | 5        | 0       | 0           | 0          | 1            | 0            | 0            | 0            | 6        | 0      | 0           | 0          |